# Frederik Adolph Holstein
Frederik Adolph Holstein, född den 18 oktober 1784, död den 21 maj 1836, var en dansk politiker och filantrop, greve till Holsteinborg sedan 1808, sonsons son till Ulrik Adolf Holstein.
Holstein visade stor iver för att höja skolväsendet och väcka ett religiöst liv bland bönderna på hans grevskap. Dessutom grundade han 1810 den första sparbanken i Danmark och 1833 på Fuirendal en anstalt för fattiga och föräldralösa barn, det senare Holsteinsminde. 
Han hyllade tidigt idéer om större politisk frihet, insattes 1832 i den församling av "oplyste mænd", som skulle rådslå ang. provinsständers införande, och blev 1835 medlem av ständerförsamlingen i Roskilde, i vars förhandlingar han tog livlig del.

## Utmärkelser
- Riddare av Dannebrogorden,  1826[3]

[Redigera Wikidata]